# Eleições estaduais em Minas Gerais em 2010
As eleições estaduais em Minas Gerais em 2010 ocorreram em 3 de outubro como parte das eleições gerais em 26 estados brasileiros e no Distrito Federal. Foram eleitos o governador Antonio Anastasia, o vice-governador Alberto Pinto Coelho, os senadores Aécio Neves e Itamar Franco, 53 deputados federais e 77 estaduais. Como o candidato a governador mais votado superou a metade mais um dos votos válidos, o pleito foi decidido em primeiro turno e conforme a Constituição, o governador teria um mandato de quatro anos já sob a égide da reeleição.
Anastasia é o substituto natural de Aécio Neves. No chamado "choque de gestão" implantado pelo então governador Aécio Neves, no primeiro mandato, de 2003 a 2006, Antonio Anastasia foi nomeado coordenador do projeto que enxugou a máquina pública e, segundo o governo de Minas Gerais, reduziu o número de secretarias de 21 para 15, entre outras medidas.
O PSDB não apresentou outro candidato à sucessão do governo em Minas nesta eleição. Anastasia foi o nome falado desde o início. Apesar de desconhecido em boa parte do estado, o "professor" Anastasia, como é chamado por muitos, conseguiu se popularizar em Minas após o início da campanha eleitoral no rádio e na televisão. O apoio do ex-governador Aécio Neves também se mostrou importante para a eleição de Anastasia.
Antonio Augusto Anastasia, de 49 anos, assumiu o governo de Minas Gerais após a saída de Aécio Neves, em 31 de março de 2010. É professor de Direito Administrativo e servidor de carreira da Fundação João Pinheiro desde 1985. Ele foi secretário de estado de diversas pastas, presidente da Fundação João Pinheiro. Na esfera federal, foi secretário-executivo dos Ministérios do Trabalho e da Justiça. No primeiro governo de Aécio Neves, de 2003 a 2006, foi secretário de estado de Planejamento e Gestão e de Defesa Social. Em 2006, foi eleito vice-governador.
Pelas primeiras pesquisas, o governador era o segundo colocado na disputa, atrás de Hélio Costa. Com o começo da propaganda eleitoral na televisão e no rádio, Anastasia apresentou um crescimento constante e conseguiu se reeleger ainda no primeiro turno.

## Resultado da eleição para governador
| Candidatos a governador do estado | Candidatos a vice-governador     | Número | Coligação                                                                       | Votação   | Percentual |
| --------------------------------- | -------------------------------- | ------ | ------------------------------------------------------------------------------- | --------- | ---------- |
| Antonio Anastasia PSDB            | Alberto Pinto Coelho PP          | 45     | Somos Minas Gerais (PSDB, PP, DEM, PR, PSB, PDT, PTB, PPS, PSC, PMN, PSDC, PSL) | 6.275.520 | 62,72%     |
| Hélio Costa PMDB                  | Patrus Ananias PT                | 15     | Todos Juntos por Minas (PMDB, PT, PCdoB, PRB)                                   | 3.419.622 | 34,18%     |
| José Fernando PV                  | Leonardo Matos PV                | 43     | —                                                                               | 234.125   | 2,34%      |
| Luiz Carlos Ferreira PSOL         | Valdir Lopes Giácomo PSOL        | 50     | —                                                                               | 32.734    | 0,33%      |
| Vanessa Portugal PSTU             | Orlando Soares Paiva PSTU        | 16     | —                                                                               | 29.836    | 0,30%      |
| Fábio Bezerra PCB                 | Sílvio Pedro Rodrigues PCB       | 21     | —                                                                               | 6.763     | 0,07%      |
| Edilson José do Nascimento PTdoB  | Marluce Rodrigues de Paiva PTdoB | 70     | Minas no Rumo Certo (PTdoB, PHS, PRP, PRTB, PTC, PTN)                           | 4.639     | 0,05%      |
| Adilson Rosa dos Santos PCO       | Gilmara Lúcia dos Santos PCO     | 29     | —                                                                               | 2.788     | 0,03%      |

## Resultado da eleição para senador
| Candidatos a senador da República | Candidatos a suplente de senador                                 | Número | Coligação                                                                       | Votação   | Percentual |
| --------------------------------- | ---------------------------------------------------------------- | ------ | ------------------------------------------------------------------------------- | --------- | ---------- |
| Aécio Neves PSDB                  | Elmiro Nascimento DEM Tilden Santiago PSB                        | 456    | Somos Minas Gerais (PSDB, PP, DEM, PR, PSB, PDT, PTB, PPS, PSC, PMN, PSDC, PSL) | 7.565.377 | 39,47%     |
| Itamar Franco PPS                 | Zezé Perrella PDT Elaine Matozinhos PTB                          | 234    | Somos Minas Gerais (PSDB, PP, DEM, PR, PSB, PDT, PTB, PPS, PSC, PMN, PSDC, PSL) | 5.125.455 | 26,74%     |
| Fernando Pimentel PT              | Virgílio Guimarães PT Amarildo Ferreira Silva PCdoB              | 133    | Todos Juntos por Minas (PMDB, PT, PCdoB, PRB)                                   | 4.595.351 | 23,98%     |
| Zito Vieira PCdoB                 | Gilson de Souza PT Maria Aparecida Andrade Moura PMDB            | 650    | Todos Juntos por Minas (PMDB, PT, PCdoB, PRB)                                   | 1.486.787 | 7,76%      |
| Miguel Martini PHS                | Marcilene Jacinto Queiroz PHS Cristiano Costa Coelho PHS         | 313    | Minas no Rumo Certo (PTdoB, PHS, PRP, PRTB, PTC, PTN)                           | 274.215   | 1,43%      |
| Marilda Ribeiro PSOL              | Maria Aparecida Machado PSOL Júlio César de Campos PSOL          | 500    | —                                                                               | 53.663    | 0,28%      |
| Rafael Sales Pimenta PCB          | José Francisco Neres PCB Alvimar Alves da Rocha PCB              | 212    | —                                                                               | 21.432    | 0,11%      |
| Waldeir Fernandes da Silva PSOL   | Luiz Carlos Freitas Pereira PSOL Carlos Roberto Campos PSOL      | 501    | —                                                                               | 16.958    | 0,09%      |
| Efraim Gomes de Moura PSTU        | Luiz Roberto Rezende Martins PSTU Valter Celso Bueno Soares PSTU | 160    | —                                                                               | 13.339    | 0,07%      |
| José João da Silva PSTU           | Pedro Afonso Valadares PSTU Israel Pinheiro PSTU                 | 161    | —                                                                               | 6.794     | 0,04%      |

## Deputados federais eleitos
São relacionados os candidatos eleitos com informações complementares da Câmara dos Deputados. Ressalte-se que os votos em branco eram considerados válidos para fins de cálculo do quociente eleitoral nas disputas proporcionais até 1997, quando essa anomalia foi banida de nossa legislação.

Representação eleita
  PSDB: 8
  PT: 8
  PR: 7
  PMDB: 7
  PP: 5
  DEM: 3
  PPS: 2
  PDT: 2
  PV: 2
  PTB: 1
  PCdoB: 1
  PSC: 1
  PRB: 1
  PMN: 1
  PSB: 1
  PTdoB: 1
  PHS: 1
  PSL: 1

Fonteː
| Deputados federais eleitos | Partido | Votação | Percentual | Cidade onde nasceu       | Unidade federativa |
| Rodrigo de Castro          | PSDB    | 271.306 | 2,64%      | Viçosa                   | Minas Gerais       |
| Lael Varela                | DEM     | 243.884 | 2,37%      | Muriaé                   | Minas Gerais       |
| Weliton Prado              | PT      | 234.397 | 2,28%      | Uberlândia               | Minas Gerais       |
| Eros Biondini              | PTB     | 208.058 | 2,02%      | Belo Horizonte           | Minas Gerais       |
| Alexandre Silveira         | PPS     | 199.418 | 1,94%      | Belo Horizonte           | Minas Gerais       |
| Gilmar Machado             | PT      | 192.657 | 1,87%      | Cascalho Rico            | Minas Gerais       |
| Jaime Martins Filho        | PR      | 180.117 | 1,75%      | Nova Serrana             | Minas Gerais       |
| Toninho Pinheiro           | PP      | 179.649 | 1,75%      | Ibirité                  | Minas Gerais       |
| Reginaldo Lopes            | PT      | 176.241 | 1,71%      | Bom Sucesso              | Minas Gerais       |
| Odair Cunha                | PT      | 165.644 | 1,61%      | Piedade                  | São Paulo          |
| Marcus Pestana             | PSDB    | 161.892 | 1,57%      | Juiz de Fora             | Minas Gerais       |
| Dimas Fabiano              | PP      | 146.061 | 1,42%      | Macaé                    | Rio de Janeiro     |
| Domingos Sávio             | PSDB    | 143.113 | 1,39%      | São Tiago                | Minas Gerais       |
| Leonardo Quintão           | PMDB    | 141.737 | 1,38%      | Taguatinga               | Distrito Federal   |
| Newton Cardoso             | PMDB    | 137.680 | 1,34%      | Brumado                  | Bahia              |
| Gabriel Guimarães          | PT      | 137.120 | 1,33%      | Governador Valadares     | Minas Gerais       |
| Carlaile Pedrosa           | PSDB    | 128.304 | 1,25%      | Itatiaiuçu               | Minas Gerais       |
| Marcio Reinaldo Moreira    | PP      | 124.551 | 1,21%      | Sete Lagoas              | Minas Gerais       |
| Eduardo Azeredo            | PSDB    | 123.649 | 1,20%      | Belo Horizonte           | Minas Gerais       |
| Eduardo Barbosa            | PSDB    | 120.769 | 1,17%      | Pará de Minas            | Minas Gerais       |
| Bernardo Vasconcelos       | PR      | 119.029 | 1,16%      | Belo Horizonte           | Minas Gerais       |
| Antônio Andrade            | PMDB    | 117.722 | 1,14%      | Patos de Minas           | Minas Gerais       |
| Olavo Bilac Pinto Neto     | PR      | 117.230 | 1,14%      | Rio de Janeiro           | Rio de Janeiro     |
| Miguel Corrêa              | PT      | 113.388 | 1,10%      | Belo Horizonte           | Minas Gerais       |
| João Carlos Siqueira       | PT      | 111.651 | 1,09%      | Urucânia                 | Minas Gerais       |
| José Silva Soares          | PDT     | 110.570 | 1,08%      | Iturama                  | Minas Gerais       |
| Aelton Freitas             | PR      | 106.192 | 1,03%      | Iturama                  | Minas Gerais       |
| Jô Moraes                  | PCdoB   | 105.977 | 1,03%      | Cabedelo                 | Paraíba            |
| Paulo Abi-Ackel            | PSDB    | 105.422 | 1,03%      | Belo Horizonte           | Minas Gerais       |
| Renzo Braz                 | PP      | 102.573 | 1,00%      | Muriaé                   | Minas Gerais       |
| João Magalhães             | PMDB    | 101.639 | 0,99%      | Matipó                   | Minas Gerais       |
| Narcio Rodrigues           | PSDB    | 101.090 | 0,98%      | Frutal                   | Minas Gerais       |
| Mário de Oliveira          | PSC     | 100.811 | 0,98%      | Júlio Mesquita           | São Paulo          |
| Carlos Melles              | DEM     | 100.325 | 0,98%      | São Sebastião do Paraíso | Minas Gerais       |
| Lincoln Portela            | PR      | 109.045 | 1,06%      | Belo Horizonte           | Minas Gerais       |
| Luiz Fernando Faria        | PP      | 105.413 | 1,03%      | Santos Dumont            | Minas Gerais       |
| Fábio Ramalho              | PV      | 96.309  | 0,94%      | Brasília                 | Distrito Federal   |
| Marcos Montes              | DEM     | 94.077  | 0,91%      | Nova Serrana             | Minas Gerais       |
| Mauro Lopes                | PMDB    | 93.035  | 0,90%      | Entre Folhas             | Minas Gerais       |
| George Hilton              | PRB     | 92.282  | 0,90%      | Alagoinhas               | Bahia              |
| Paulo Piau                 | PMDB    | 90.907  | 0,88%      | Patos de Minas           | Minas Gerais       |
| Saraiva Felipe             | PMDB    | 90.097  | 0,88%      | Belo Horizonte           | Minas Gerais       |
| Diego Andrade              | PR      | 90.073  | 0,88%      | Belo Horizonte           | Minas Gerais       |
| Antônio Roberto            | PV      | 88.344  | 0,86%      | Montes Claros            | Minas Gerais       |
| Geraldo Tadeu              | PPS     | 87.826  | 0,85%      | Jacuí                    | Minas Gerais       |
| Walter Tosta               | PMN     | 86.192  | 0,84%      | Rio de Janeiro           | Rio de Janeiro     |
| Leonardo Monteiro          | PT      | 85.891  | 0,84%      | Governador Valadares     | Minas Gerais       |
| Aracely de Paula           | PR      | 81.129  | 0,79%      | Ibiá                     | Minas Gerais       |
| Ademir Camilo              | PDT     | 72.967  | 0,71%      | Montes Claros            | Minas Gerais       |
| Júlio Delgado              | PSB     | 70.945  | 0,69%      | Juiz de Fora             | Minas Gerais       |
| Luís Tibé                  | PTdoB   | 58.677  | 0,57%      | Belo Horizonte           | Minas Gerais       |
| José Humberto Soares       | PHS     | 51.824  | 0,50%      | Patos de Minas           | Minas Gerais       |
| Rodrigo Grilo              | PSL     | 40.093  | 0,39%      | Belo Horizonte           | Minas Gerais       |

## Deputados estaduais eleitos
Foram escolhidos 77 deputados estaduais para a Assembleia Legislativa de Minas Gerais.

Representação eleita
  PSDB: 13
  PT: 11
  PMDB: 8
  PV: 6
  PDT: 5
  PTB: 4
  DEM: 4
  PSL: 3
  PSB: 3
  PPS: 3
  PSC: 2
  PHS: 2
  PRB: 2
  PCdoB: 2
  PMN: 2
  PRTB: 2
  PP: 1
  PRP: 1
  PTC: 1
  PR: 1
  PTdoB: 1

Fonteː
| Deputados estaduais eleitos | Partido | Votação | Percentual | Cidade onde nasceu   | Unidade federativa |
| Dinis Pinheiro              | PSDB    | 159.422 | 1,54%      | Ibirité              | Minas Gerais       |
| Marques Abreu               | PTB     | 153.225 | 1,48%      | Guarulhos            | São Paulo          |
| Mauri Torres                | PSDB    | 106.519 | 1,03%      | Guararema            | São Paulo          |
| Arlen Santiago              | PTB     | 105.859 | 1,02%      | Montes Claros        | Minas Gerais       |
| Tiago Ulisses               | PV      | 103.677 | 1,00%      | Belo Horizonte       | Minas Gerais       |
| Braulio Braz                | PTB     | 102.530 | 0,99%      | Muriaé               | Minas Gerais       |
| Gil Pereira                 | PP      | 95.450  | 0,92%      | Montes Claros        | Minas Gerais       |
| Sargento Rodrigues          | PDT     | 94.312  | 0,91%      | Medeiros Neto        | Bahia              |
| Agostinho Patrus            | PV      | 93.656  | 0,90%      | Belo Horizonte       | Minas Gerais       |
| José Henrique               | PMDB    | 93.622  | 0,90%      | Abre Campo           | Minas Gerais       |
| Paulo Guedes                | PT      | 92.710  | 0,89%      | São João das Missões | Minas Gerais       |
| Elismar Prado               | PT      | 92.027  | 0,89%      | Uberlândia           | Minas Gerais       |
| Dalmo Ribeiro               | PSDB    | 90.538  | 0,87%      | Ouro Fino            | Minas Gerais       |
| Durval Andrade              | PT      | 89.811  | 0,87%      | Baixo Guandu         | Espírito Santo     |
| Luiz Humberto Carneiro      | PSDB    | 88.963  | 0,86%      | Uberlândia           | Minas Gerais       |
| Hely Tarquínio              | PV      | 85.973  | 0,83%      | Uberaba              | Minas Gerais       |
| Gustavo Corrêa              | DEM     | 85.504  | 0,83%      | São Paulo            | São Paulo          |
| João Leite                  | PSDB    | 84.316  | 0,81%      | Belo Horizonte       | Minas Gerais       |
| Gustavo Perrella            | PDT     | 82.864  | 0,80%      | Belo Horizonte       | Minas Gerais       |
| Antônio Genaro              | PSC     | 81.159  | 0,78%      | Guaimbê              | São Paulo          |
| José Alves Viana            | DEM     | 80.419  | 0,78%      | Água Branca          | Alagoas            |
| Carlos Mosconi              | PSDB    | 79.705  | 0,77%      | Andradas             | Minas Gerais       |
| Lafayette de Andrada        | PSDB    | 78.302  | 0,76%      | Belo Horizonte       | Minas Gerais       |
| Dilzon Melo                 | PTB     | 77.846  | 0,75%      | Capitólio            | Minas Gerais       |
| Luiz Henrique               | PSDB    | 77.740  | 0,75%      | Diamantina           | Minas Gerais       |
| Antônio Carlos Arantes      | PSC     | 74.542  | 0,72%      | Jacuí                | Minas Gerais       |
| José de Freitas Maia        | PSDB    | 72.336  | 0,70%      | Iturama              | Minas Gerais       |
| Gustavo Valadares           | DEM     | 71.568  | 0,69%      | Belo Horizonte       | Minas Gerais       |
| Wilson Batista              | PSL     | 70.106  | 0,68%      | São João del-Rei     | Minas Gerais       |
| Alencar da Silveira Júnior  | PDT     | 68.709  | 0,66%      | Sete Lagoas          | Minas Gerais       |
| Bruno Siqueira              | PMDB    | 68.437  | 0,66%      | Juiz de Fora         | Minas Gerais       |
| José Bonifácio Mourão       | PSDB    | 68.323  | 0,66%      | Sabinópolis          | Minas Gerais       |
| Délio Malheiros             | PV      | 68.254  | 0,66%      | Itamarandiba         | Minas Gerais       |
| Rosângela Reis              | PV      | 67.559  | 0,65%      | Mesquita             | Minas Gerais       |
| Vanderlei Miranda           | PMDB    | 64.929  | 0,63%      | Sabinópolis          | Minas Gerais       |
| Inácio Franco               | PV      | 63.662  | 0,61%      | Itaberaí             | Goiás              |
| Wander Borges               | PSB     | 62.810  | 0,61%      | Sabará               | Minas Gerais       |
| Célio Moreira               | PSDB    | 62.582  | 0,60%      | Belo Horizonte       | Minas Gerais       |
| Antônio Júlio               | PMDB    | 59.739  | 0,58%      | Pará de Minas        | Minas Gerais       |
| Rômulo Viegas               | PSDB    | 57.691  | 0,56%      | São João del-Rei     | Minas Gerais       |
| João Vitor da Itatiaia      | PRP     | 56.956  | 0,55%      | Belo Horizonte       | Minas Gerais       |
| Leonardo Moreira            | PSDB    | 56.945  | 0,55%      | Juiz de Fora         | Minas Gerais       |
| Tadeu Martins Leite         | PMDB    | 56.898  | 0,55%      | Montes Claros        | Minas Gerais       |
| Pompilio Canavez            | PT      | 56.263  | 0,54%      | São João del-Rei     | Minas Gerais       |
| Neilando Pimenta            | PHS     | 55.398  | 0,53%      | Teófilo Otoni        | Minas Gerais       |
| Jayro Lessa                 | DEM     | 54.594  | 0,53%      | Governador Valadares | Minas Gerais       |
| Adalclever Lopes            | PMDB    | 53.629  | 0,52%      | Belo Horizonte       | Minas Gerais       |
| Gilberto Abramo             | PRB     | 52.994  | 0,51%      | Porto Ferreira       | São Paulo          |
| Paulo Lamac                 | PT      | 50.966  | 0,49%      | Belo Horizonte       | Minas Gerais       |
| Luzia Ferreira              | PPS     | 50.620  | 0,49%      | Perdigão             | Minas Gerais       |
| Carlinhos Moura             | PCdoB   | 50.221  | 0,48%      | Virgolândia          | Minas Gerais       |
| Ivair Nogueira              | PMDB    | 50.114  | 0,48%      | Betim                | Minas Gerais       |
| Duarte Bechir               | PMN     | 49.619  | 0,48%      | Cristais             | Minas Gerais       |
| Tenente Lúcio               | PDT     | 49.248  | 0,48%      | Uberlândia           | Minas Gerais       |
| Carlos Pimenta              | PDT     | 49.133  | 0,47%      | Belo Horizonte       | Minas Gerais       |
| Neider Moreira              | PPS     | 46.818  | 0,45%      | Itaúna               | Minas Gerais       |
| Rogério Correia             | PT      | 45.939  | 0,44%      | Belo Horizonte       | Minas Gerais       |
| Sávio Souza Cruz            | PMDB    | 45.415  | 0,44%      | Belo Horizonte       | Minas Gerais       |
| José Célio de Alvarenga     | PCdoB   | 45.373  | 0,44%      | Timóteo              | Minas Gerais       |
| André Quintão               | PT      | 45.324  | 0,44%      | Belo Horizonte       | Minas Gerais       |
| Hélio Gomes                 | PSL     | 44.704  | 0,43%      | Muriaé               | Minas Gerais       |
| Liza Prado                  | PSB     | 43.810  | 0,42%      | Uberlândia           | Minas Gerais       |
| Sebastião Costa             | PPS     | 43.376  | 0,42%      | Divino               | Minas Gerais       |
| Duilio de Castro            | PMN     | 41.727  | 0,40%      | Papagaios            | Minas Gerais       |
| Ulysses Gomes               | PT      | 41.265  | 0,40%      | Itajubá              | Minas Gerais       |
| Adelmo Carneiro Leão        | PT      | 40.562  | 0,39%      | Itapagipe            | Minas Gerais       |
| Almir Paraca                | PT      | 40.521  | 0,39%      | Paracatu             | Minas Gerais       |
| Antônio Lerin               | PSB     | 40.426  | 0,39%      | Uberaba              | Minas Gerais       |
| Fred Costa                  | PHS     | 38.419  | 0,37%      | Belo Horizonte       | Minas Gerais       |
| Anselmo Domingos            | PTC     | 38.109  | 0,37%      | Campos Altos         | Minas Gerais       |
| Fábio Cherem                | PSL     | 37.885  | 0,37%      | Lavras               | Minas Gerais       |
| Maria Tereza Lara           | PT      | 37.442  | 0,36%      | Esmeraldas           | Minas Gerais       |
| Deiró Marra                 | PR      | 36.527  | 0,35%      | Patrocínio           | Minas Gerais       |
| Cássio Soares               | PRTB    | 36.067  | 0,35%      | Passos               | Minas Gerais       |
| Carlos Henrique             | PRB     | 35.983  | 0,35%      | Rio de Janeiro       | Rio de Janeiro     |
| João Bosco                  | PTdoB   | 31.455  | 0,30%      | Araxá                | Minas Gerais       |
| Fabiano Tolentino           | PRTB    | 31.182  | 0,30%      | Belo Horizonte       | Minas Gerais       |

## Pesquisas de opinião
| Data                        | Instituto  | Candidato        | Candidato                  | Candidato     | Candidato          | Candidato          | Candidato          | Candidato  | Candidato               | Nenhum / Não sabe |
| Data                        | Instituto  | Anastasia (PSDB) | Edilson Nascimento (PTdoB) | Fabinho (PCB) | Hélio Costa (PMDB) | José Fernando (PV) | Luiz Carlos (PSOL) | Pepê (PCO) | Vanessa Portugal (PSTU) | Nenhum / Não sabe |
| --------------------------- | ---------- | ---------------- | -------------------------- | ------------- | ------------------ | ------------------ | ------------------ | ---------- | ----------------------- | ----------------- |
| 22 de março de 2009         | Datafolha  | 5%               | —                          | —             | 41%                | —                  | —                  | —          | —                       | 17%               |
| 14-18 de dezembro de 2009   | Datafolha  | 13%              | —                          | —             | 37%                | —                  | —                  | —          | 5%                      | 26%               |
| 15 de janeiro de 2010       | Vox Populi | 16%              | —                          | —             | 37%                | —                  | —                  | —          | 5%                      | 40%               |
| 10 de maio de 2010          | Vox Populi | 17%              | —                          | —             | 45%                | 1%                 | —                  | —          | 2%                      | 33%               |
| 17 de julho de 2010         | Vox Populi | 18%              | 1%                         | 0%            | 42%                | 1%                 | 1%                 | —          | 2%                      | 33%               |
| 20-23 de julho de 2010      | Datafolha  | 18%              | 1%                         | 1%            | 44%                | 1%                 | 2%                 | 1%         | 2%                      | 30%               |
| 26-29 de julho de 2010      | Ibope      | 21%              | 1%                         | 1%            | 39%                | 1%                 | 1%                 | 1%         | 2%                      | 33%               |
| 06-9 de agosto de 2010      | CNT Sensus | 26,3%            | 1,3%                       | —             | 46,4%              | —                  | —                  | —          | 1,4%                    | 22%               |
| 07-10 de agosto de 2010     | Vox Populi | 26%              | 1%                         | 1%            | 36%                | 1%                 | 1%                 | 0%         | 1%                      | 22%               |
| 09-12 de agosto de 2010     | Datafolha  | 17%              | 1%                         | 2%            | 43%                | 1%                 | 1%                 | 1%         | 2%                      | 32%               |
| 15-17 de agosto de 2010     | CNT Sensus | 25,5%            | 1,1%                       | 0%            | 44,1%              | 0%                 | 0%                 | 0%         | 0%                      | 31,4%             |
| 18-20 de agosto de 2010     | Ibope      | 27%              | 0%                         | 0%            | 38%                | 1%                 | 1%                 | 0%         | 1%                      | 25%               |
| 23-24 de agosto de 2010     | Datafolha  | 29%              | 1%                         | 1%            | 43%                | 1%                 | 1%                 | 0%         | 1%                      | 23%               |
| 24-26 de agosto de 2010     | Ibope      | 35%              | 0%                         | 0%            | 33%                | 1%                 | 0%                 | 0%         | 1%                      | 30%               |
| 31/08-1 de setembro de 2010 | Datafolha  | 35%              | 1%                         | 1%            | 40%                | 1%                 | 1%                 | 1%         | 1%                      | 19%               |
| 10 de setembro de 2010      | Datafolha  | 36%              | 1%                         | 1%            | 39%                | 1%                 | 1%                 | 0%         | 1%                      | 19%               |
| 10-12 de setembro de 2010   | Ibope      | 41%              | 1%                         | 0%            | 32%                | 0%                 | 0%                 | 0%         | 1%                      | 24%               |
| 13-14 de setembro de 2010   | Datafolha  | 40%              | 1%                         | 1%            | 37%                | 1%                 | 1%                 | 1%         | 1%                      | 18%               |
| 13-14 de setembro de 2010   | Ibope      | 46%              | 0%                         | 0%            | 33%                | 1%                 | 0%                 | 0%         | 1%                      | 19%               |